# Cránao
En la mitología griega, Cránao o Cranao (en griego Κραναός / Kranaós) fue el segundo rey legendario de Atenas y uno de los atenienses más poderosos. Sucedió a Cécrope en el trono y se dice que, como todos los reyes primitivos del Ática, es uno de los autóctonos. Cránao era un héroe venerado en Atenas, y cuyo sacerdocio provenía de entre la familia de los Caridas. A los atenienses se los denominaban como cránaos o «descendientes de Cránao».
Cránao se casó con Pedias, una lacedemonia, hija de Mines, de la que tuvo tres hijas: Cranecme, Átide o Átice y Cránae. Átice murió joven y Cránao decidió dar su nombre a la región del Ática, que hasta entonces se había llamado Actea, por haber sido Acteo su primer rey. Otros alegan que Átide, en su unión con Hefesto, fue la madre de Erictonio; Tzetzes dice que Erictonio era hijo de Hefesto y Atenea, la hija de Cránao. En algunas versiones a Raro se le hace hijo de Cránao, sin mencionar la consorte.
Se dice que durante el reinado de Cránao tuvo lugar en Tesalia el «diluvio de los tiempos de Deucalión». Se supone que Cránao gobernó durante nueve o diez años. El propio Deucalión, huyendo de las aguas, llegó hasta Licorea, ubicado en el Ática. Con él vinieron sus hijos Helén y Anfictión. Éste, sublevándose contra Cránao, a pesar de que se había casado con su hija Átide, le quitó el poder. Pausanias sice que Cranao escapó, juntamente con los sediciosos, al demo de Lamptras y allí murió y fue enterrado. El mismo autor afirma que en sus tiempos existía todavía en Lamptras la tumba de Cranao.